# Idrossilammina reduttasi
La idrossilammina reduttasi è un enzima appartenente alla classe delle ossidoreduttasi, che catalizza la seguente reazione:
NH3 + H2O + accettore ⇄ idrossilammina + accettore ridotto
L'enzima è una flavoproteina. La piocianina ridotta, il blu di metilene e le flavine agiscono da donatori per la riduzione dell'idrossilammina. Può essere identica alla nitrito reduttasi (NO-formante) numero EC 1.7.2.1.